# Sarıdemir, Sivas
Sarıdemir là một xã thuộc thành phố Sivas, tỉnh Sivas, Thổ Nhĩ Kỳ. Dân số thời điểm năm 2011 là 208 người.